# Mali (GPU)
Mali ist der Name einer Grafikprozessor-Familie, die von der Firma ARM entwickelt und von anderen Unternehmen – wie beispielsweise Samsung oder TSMC – gefertigt werden. Die Grafikeinheiten kommen hauptsächlich in mobilen Geräten wie Smartphones sowie auch allgemeiner in Ein-Chip-Systemen zum Einsatz.

## Weitere Einzelheiten
Wie andere eingebettete IP-Cores zur 3D-Rendering-Beschleunigung besitzt der Mali – im Gegensatz zur herkömmlichen Desktop-Grafikkarte – keine Video Display Controller, um einen Bildschirm anzusteuern. Stattdessen werden die errechneten Bilder an einen anderen Kern weitergeleitet, welcher die Anzeige steuert. Die Mali-Einheiten bauen in Teilen auf der sogenannten Bifrost-Architektur auf.
Am 7. August 2016 wurde erstmals ein Gerätetreiber in den Linux-Kernel (4.8) übernommen, der eine Unterstützung für drei Prozessoren der Mali-Grafikprozessor-Familie mitbrachte.
2017 wurde damit begonnen, einen freien Linux-Treiber namens Panfrost zu entwickeln, welcher auch 3D-Rendering unterstützt. Einige Jahre zuvor wurde bereits damit begonnen, einen anderen freien Linux-Treiber namens Lima zu entwickeln.
Am 19. September 2021 erreichte Panfrost die offizielle OpenGL-ES-3.1-Konformität auf der Mali-G52-GPU.

### Unterstützung

#### Grafik
- Gallium 3D[3]
- Mesa[3]
- OpenGL[4]
- Vulkan[4]

#### Allgemeiner
- Deep Learning[1]
- Maschinelles Lernen[11][12]
- OpenCL[4]

## Grafikprozessoren anderer Hersteller
- Adreno, Qualcomm
- Nvidia Tegra
- PowerVR, Imagination Technologies